# Sono strana gente
Sono strana gente (They're a Weird Mob) è un film del 1966 diretto da Michael Powell.